# Меделян
Меделян (меделянка, мордаш, меделянская собака) — вымершая древнерусская порода собак. Относится к группе молоссов и догов. Использовалась при травле и охоте на медведя. Первые упоминания относятся к XV веку. Вплоть до XIX века сохранялась чистокровность породы.

## Описание
Во время процветания породы меделяны являлись одними из самых крупных собак на свете. Рост около 90 см, большая голова и сильные челюсти были отличительными чертами мордаша. Обвисшие уши и складчатая морда. Устойчивые лапы для хождения по снегу. Жесткий мех, грубый и густой подшерсток. Встречались меделяны одноцветного, полосатого и крапчатого окраса.

## История
Название этой породы происходит от названия итальянского города Медиолана, ныне известного как Милан. Связано это с тем, что в породе присутствуют гены итальянских молоссов из этого города. Александр Куприн в своём рассказе «Сапсан», как бы ведущемся от лица одной такой собаки (прототипом которой является пёс Сапсан, принадлежавший самому писателю), приводит версию, будто верное название породы — «неделян», поскольку в старину на Руси публичная травля диких зверей собаками устраивалась «раз в неделю».
Этих собак использовали для охоты и травли медведей. Меделянские собаки были в псарнях многих русских царей. Меделянская порода использовались для выведения старинной русской гончей. Стоили чистокровные меделяны в 5-6 раз дороже породистых гончих и по цене были сопоставимы с благородными скакунами. Собак породы меделян экспортировали за границу в обмен на оружие, лошадей и текстиль.
Причиной вымирания этой породы собак стал запрет на травлю медведей, введённый в 1860-х годах. Во второй половине XIX века численность породы начала быстро сокращаться, и к началу XX века меделяны сохранялись только в Гатчине — месте императорской охоты. После революции 1917 года практически исчезли.
Меделянские собаки ценились европейскими собаководами, их использовали для улучшения и поддержания местных пород догов, например, в породе английский мастиф.